# Selsawet Chatowa

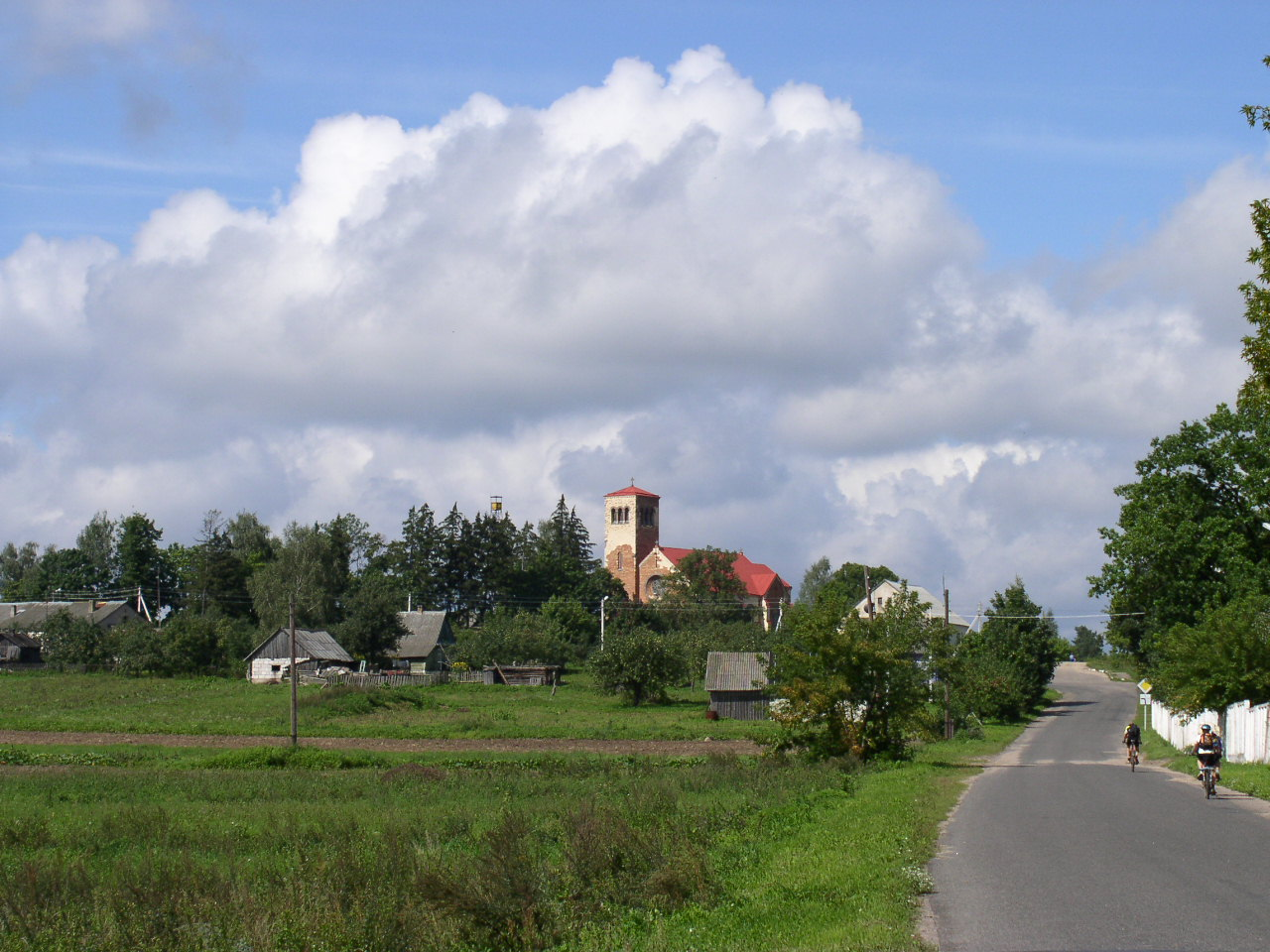
Das Dorf Chotau mit dem Kloster Herz Jesu

Der Selsawet Chatowa, Chatauskoj Selsawet (belarussisch Хатаўскі сельсавет; russisch Хотовской сельсовет) ist eine Verwaltungseinheit im Rajon Stoubzy in der Minskaja Woblasz in Belarus. Das Zentrum des Selsawets ist das Dorf Chatowa. Chatauskoj Selsawet umfasst sechzehn Dörfer und eine Siedlung und liegt im Norden des Rajons Stoubzy.
Die bekanntesten Sehenswürdigkeiten und Architekturdenkmäler im Selsawet sind das Kloster St. Mariä Himmelsfahrt in Dseraunoje und das Kloster Herz Jezu in Chatowa.